# Rue Paul-Dubois
Rue Paul-Dubois je ulice v Paříži v historické čtvrti Marais. Nachází se ve 3. obvodu.

## Poloha
Ulice vede od křižovatky s Rue Perrée a končí na křižovatce s Rue Dupetit-Thouars.

## Historie
Ulice byla otevřena na pozemcích bývalého templářského kláštera. V roce 1907 byla pojmenována po francouzském sochaři Paulovi Duboisovi (1829–1905).

## Zajímavé objekty
- dům č. 2: archiv Účetního dvora